# Dear... (河村隆一のアルバム)
『Dear...』（ディアー）は、2004年3月24日にgai RECORDSから発売された河村隆一のバラード・ベスト・アルバム。

## 内容
本作は河村がgai RECORDSから日本コロムビアへのレコードレーベル移籍に伴い、gai RECORDS時代にリリースしたバラードを集めるコンセプトでリリースされた。

## 収録曲
1. Love is...
2. Glass
3. Nē
4. Sugar Lady (ballad version)
5. 深愛〜only one〜
6. Love song
7. my first love
8. Love
9. きらら (ac live version)
10. 静かな夜は二人でいよう
11. confession
12. Stop the time forever
13. CIELO